# Liste abgegangener Bauwerke in Wuppertal
Die Liste abgegangener Bauwerke in Wuppertal enthält diejenigen Gebäude, die entweder zerstört oder planmäßig niedergelegt wurden. Diese Bauwerke prägten einst das Stadtbild Wuppertals (damit ist das heutige Stadtgebiet gemeint) oder wären wahrscheinlich nach heutigen Gesichtspunkten, unabhängig vom Alter, unter Baudenkmalschutz gestellt worden. Die meisten Verluste an bedeutenden Bauwerken gab es 1943, als sie bei den Luftangriffen auf Wuppertal im Zweiten Weltkrieg zerstört oder aufgrund der Beschädigungen niedergelegt wurden.
Die Liste erhebt keinen Anspruch auf Vollständigkeit, sie sollte vielmehr sukzessive ergänzt und erweitert werden.

## Chronologische Liste

Dörner Hof (Haus Barmen)
(1466–1900)

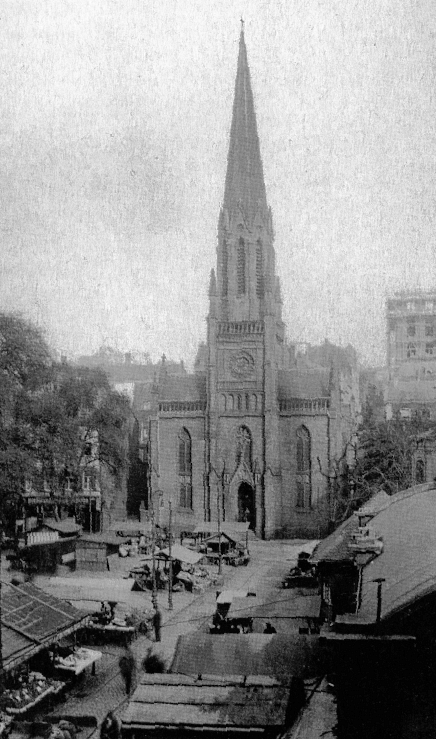
Friedenskirche
(1869–1943, Bild von 1871)

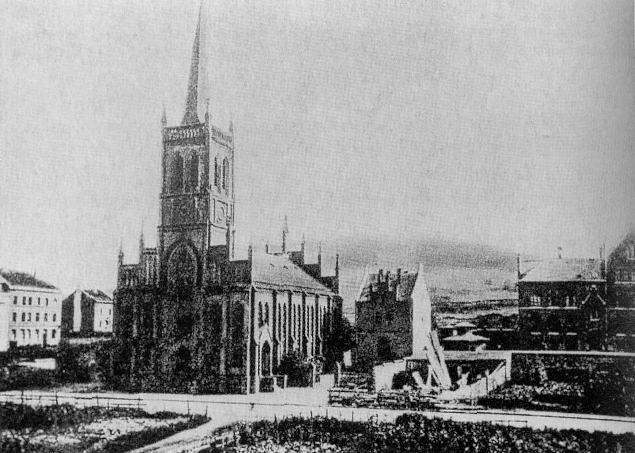
Johanniskirche
(1872–1943, Bild von 1872)

Das Barmer Luftkurhaus am Toelleturm
(1892–1943, Bild vor 1900)

Turmbahn am Toelleturm
(1897–1908, Bild vor 1908)

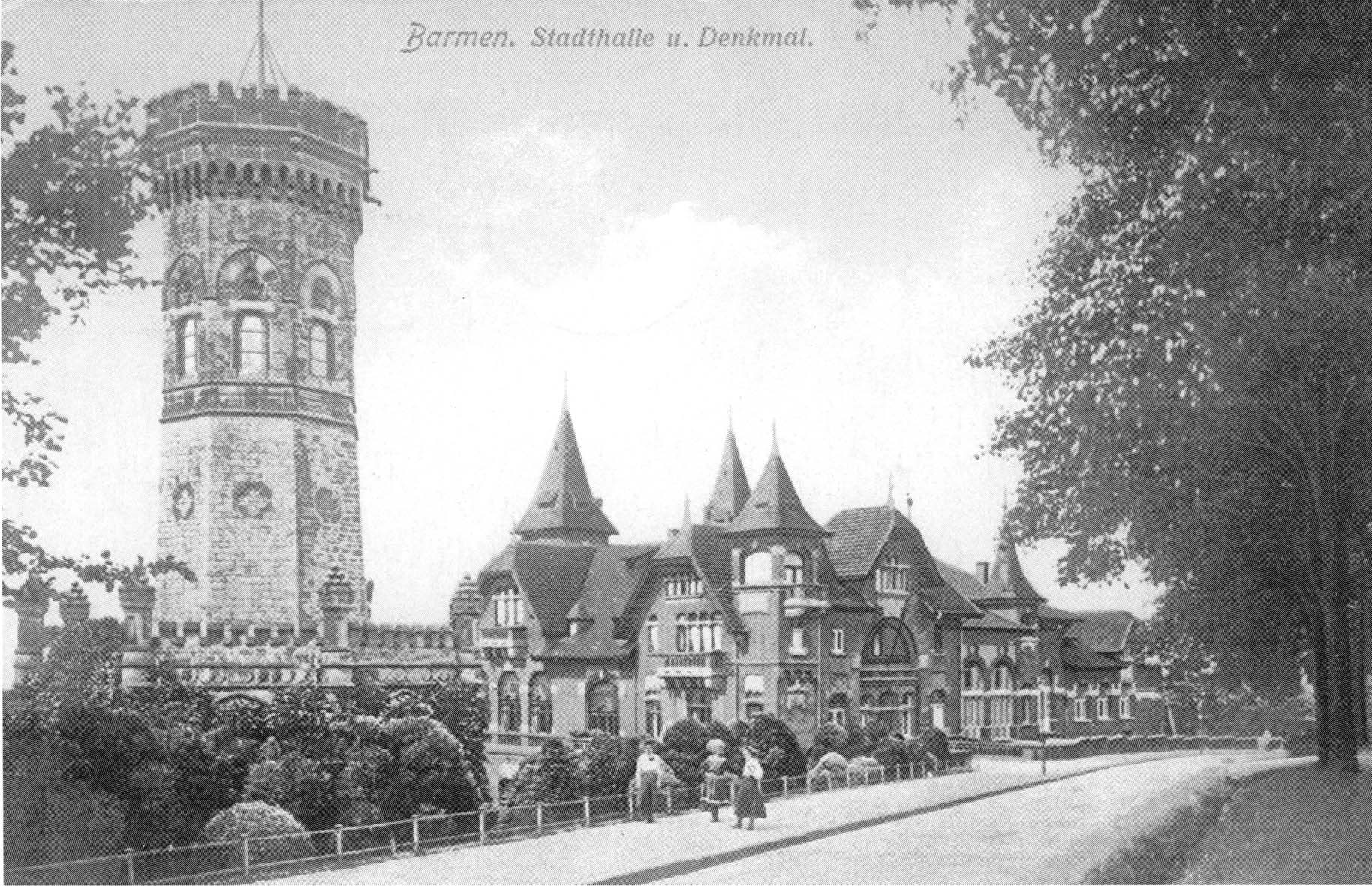
Barmer Stadthalle mit Kriegermal
(1895–1943, Bild um 1905)

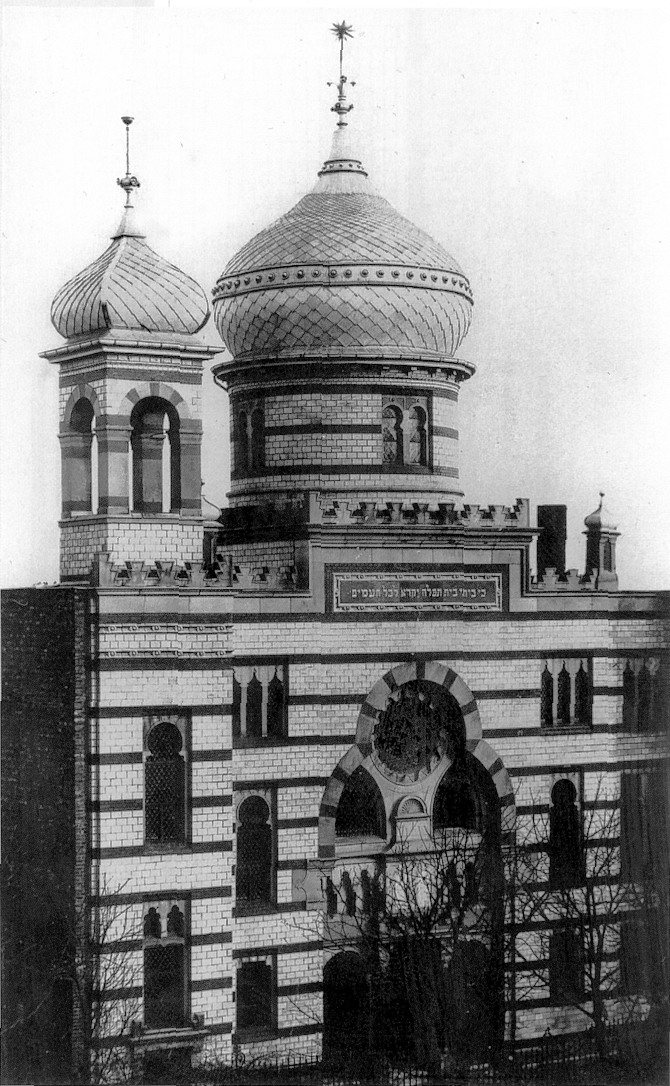
Alte Synagoge Barmen
(1897–1938, Bild um 1900)

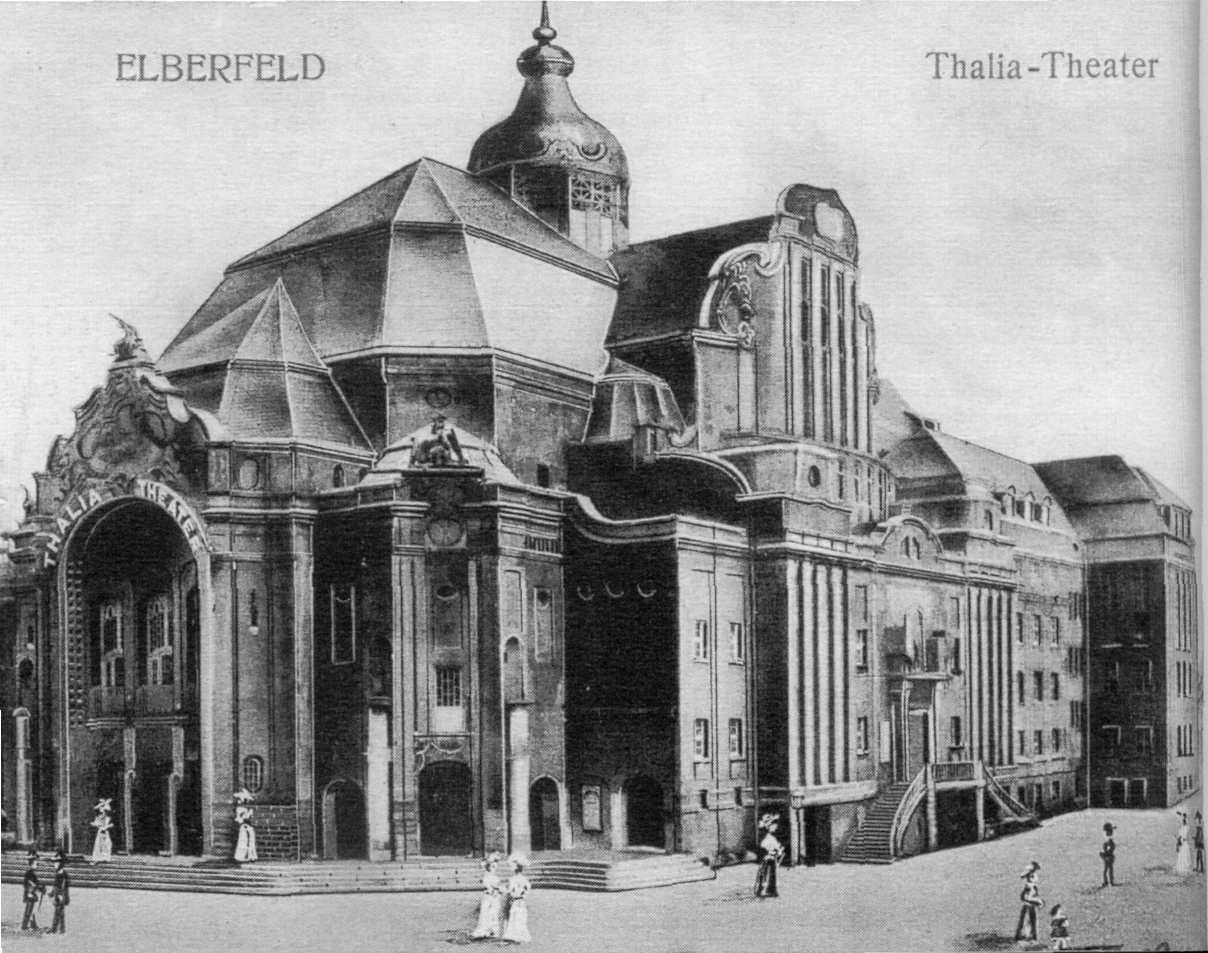
Thalia-Theater
(1906–1967, Bild von 1906)

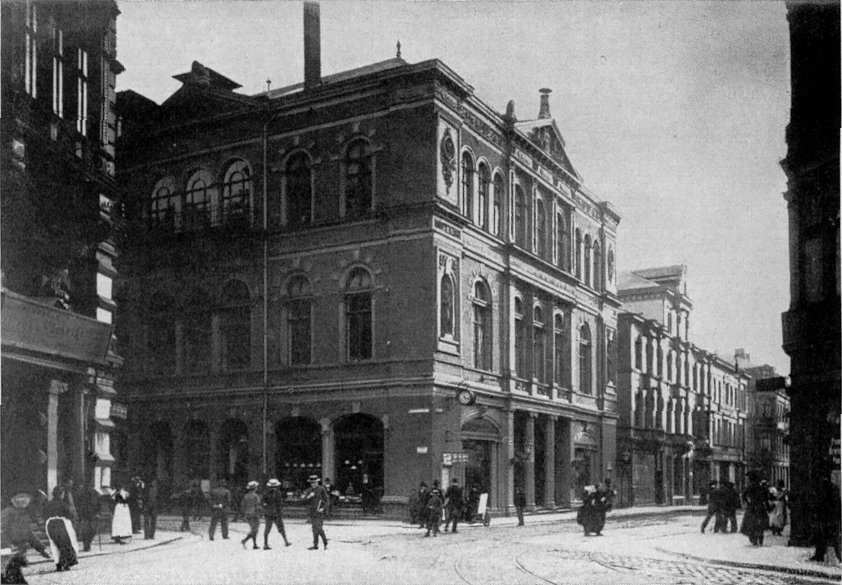
Barmer Stadttheater
(1874–1902)

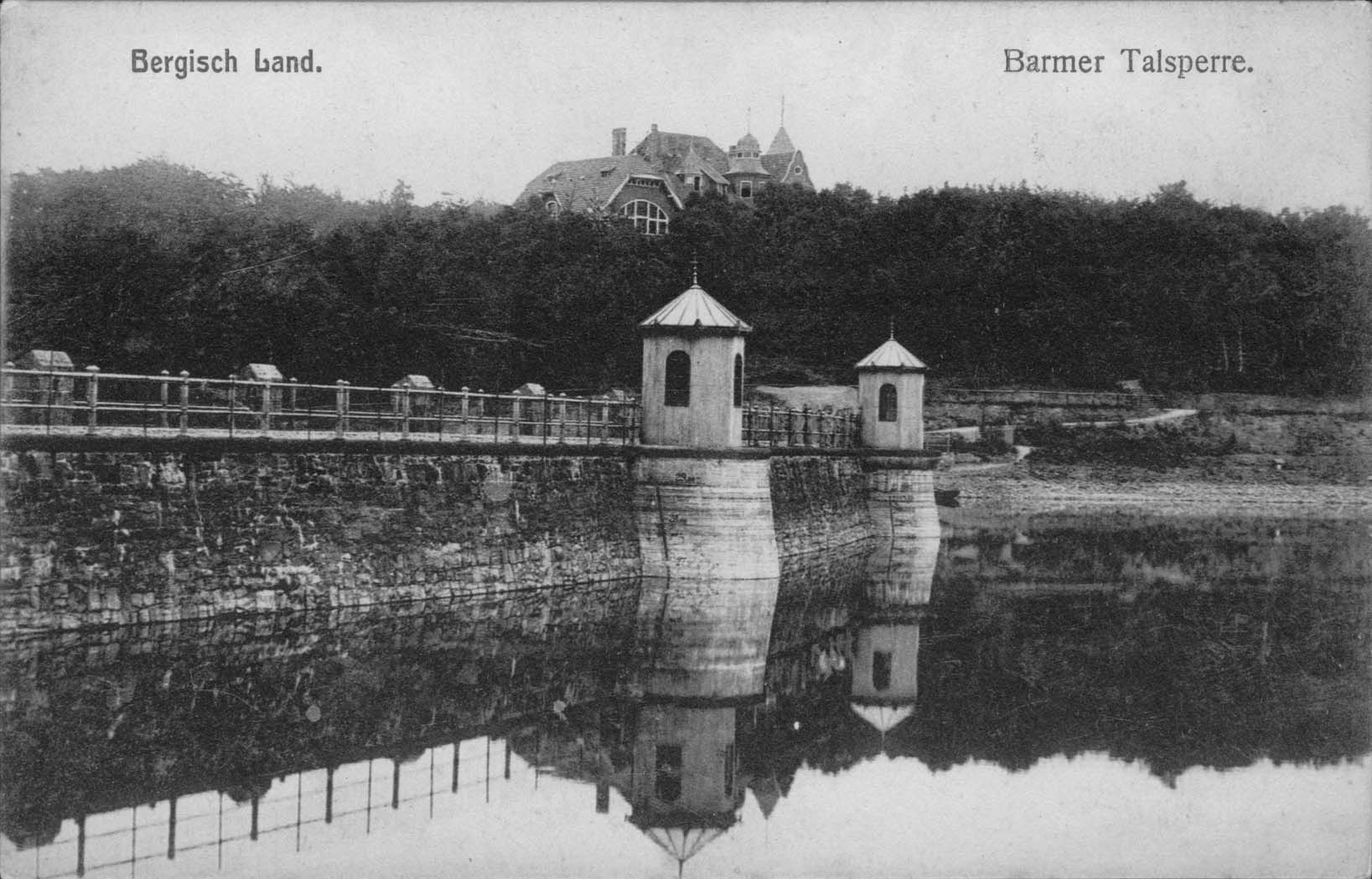
Haus Barmer Talsperre
(1905–1976), Bild um 1905

### Hochmittelalter bis Beginn der Neuzeit
- Ringwallanlage Burggraben
- Burg Elberfeld (um 1366 bis 1536)
- Burg Beyenburg (um 1339 bis 17. Jahrhundert)
- Bergische Landwehren (14.–17. Jahrhundert)

### Vorkriegszeit
- Weber’sche Haus (– Ende 18. Jahrhundert)
- An der Fuhr, Fachwerk-Gebäudeensemble (Ende 17. Jahrhundert – 1885)
- Schlachthaus am Brausenwerth (1829–1879)
- Barmer Stadttheater (1874–1902)
- Oberer Jansenkotten (erstmals erwähnt: 1800–1908)
- Turmbahn am Toelleturm (1897–1908, nach Köln-Lindenthal versetzt)
- Tippelskotten (19. Jahrhundert – 1913)
- Hauptbahnhof Barmen (Erster Bau 1849–1913)
- Schwebebahnstation Hauptbahnhof, Erster Bau (1900–1926)
- Jasperskotten (18. Jahrhundert – 1927)
- Beyenburger Mühle (um 1457 bis 1935)
- Alte Synagoge (Elberfeld) (1865 – Novemberpogrome 1938)
- Alte Synagoge (Barmen) (1897 – Novemberpogrome 1938)
- Wasserturm Hahnerberg (1890–1939)
- Dönberger Wasserturm (1910er–1930er [Ende])
- Speckshämmerchen
- Pickardtskotten
- Cremerskotten
- Meistershammer
- Teschenkotten
- Unterer Jansenkotten
- Mühlenbergerkotten
- Büngershammer
- Friedrichshammer
- Wolfertshammer
- Westerhammer
- Reinshagenshammer
- Neuenkotten
- Schliepershammer
- Rottsiepershammer
- Öhder Farbmühle
- Barmer Mühle
- Dörner Hof (erstmals erwähnt: 1466, –1900)
- Kupferhammer
- Siepershammer
- Tillmanns Hammer
- Goldenbergshammer
- Luckhauser Kotten
- Luckhauser Mühle (Marscheider Bach)
- Müllers Walkmühle
- Diederichshammer
- Dienes-Hammer
- Motte-Hammer
- Luckhauser Mühle (Herbringhauser Bach)
- Herbringhauser Hammer
- Oberster Hammer (Herbringhauser Bach)
- Mittlerer Hammer (Herbringhauser Bach)
- Unterster Hammer / Grabers Hammer (Herbringhauser Bach)
- Beyenburger Lohmühle
- Halbachhämmer
- Prangerkotten
- Tescheshammer
- Friedrichshammer
- Kremershammer
- Müngstener Stausee

### Zweiter Weltkrieg
- Haus Rauental (16. Jahrhundert – 1943)
- Haus Bredt-Molineus (1774–1943)
- Haus von Carnap (1775–1943)
- Haus Wortmann (1781–1943)
- Haus Bredt-Rübel (1782–1943)
- Villa von der Heydt (Kerstenplatz) (–1943)
- Villa von der Heydt (Am Mäuerchen) (1802–1943)
- Allgemeines Armenhaus Elberfeld (1827–1943)
- Haus Neuburg (1832–1943)
- Rathaus Ronsdorf (1843–1943)
- St. Josef (Cronenberg) (1843–1943, Abriss 1972)
- Friedenskirche (Barmen) (1869–1943, Abriss 1952)
- Johanniskirche (Heckinghausen) (1872–1943, Abriss 1953)
- Barmer Kriegerdenkmal (1874–1943, Abriss 1951)
- Bergisches Haus auf dem Hardtberg (1885–1943)
- Christuskirche (1885–1943)
- Stadttheater am Brausenwerth (1885–1943)
- Badeanstalt Brausenwerth (1887–1943)
- Meierei Fischertal (1890–1943)
- Barmer Luftkurhaus (1892–1943)
- Barmer Schlachthof (1894–1943)
- Barmer Stadthalle (1895–1943)
- Hotel Europäischer Hof (1890er-1943)
- Rathaus Cronenberg (1900–1943)
- Siegesbrunnen (1900–1943)
- Ronsdorfer Wasserturm (1902–1943)
- Barmer Stadion (1909–1943, Abriss 1953)[1]
- Planetarium Barmen (1926–1943, Abriss 1955)
- Gesellschaftshaus Casino (–1943)
- Villa Freytag (–1943)
- Haus Heynen (–1943)
- Haus Ibach (–1943)
- Haus Imhoff (–1943)
- Haus Kunz (–1943)
- Haus Lebach (–1943)
- Haus Lüttringhaus (–1943)
- Haus Mittelsten Scheid (–1943)[2]
- Haus Schlieper (–1943)
- Haus Schuchard (–1943)
- Haus Siebel (–1943)
- Haus Wichelhaus-Sticher (–1943)
- Haus Wülfing (–1943)
- Haus Wuppermann (–1943)
- Barmer naturwissenschaftliches Museum (–1943)
- Bergisch Nizza (–1943)

### Nachkriegszeit
- Flugplatz Langerfeld (1926–1950er Jahren)
- Bad Bendahl (– Mitte des 20. Jahrhunderts)
- Kreuzmühle (1547–1955)
- Ausgleichweiher Buchenhofen (– Mitte des 20. Jahrhunderts)
- Rittershauser Hof (–1958)
- Hofeshaus Oberste Müggenburg (17. Jahrhundert – 1959)
- Hundsschüppe (-1960)
- Langwieler Hof (–1960)
- Bergisch-Märkische Bank (1897–1960)
- Wasserturm Neuenhaus („Drei-Kaiser-Wasserturm“) (1888–1966)
- Thalia-Theater (1906–1967)
- Hofeshaus Unter den Eichen (1649–1968)
- Rittergut Varresbeck (1402–1972), tranzloziert nach Gut Hungenbach
- Haus Schornstein (1837–1975)
- Bankhaus J. Wichelhaus P. Sohn (–1975)
- Haus Barmer Talsperre (1904–1976)
- Alter Lichtscheider Wasserturm (1902–1977)
- Altlutherische Kirche Heckinghausen (–1978)
- Villa Duncklenberg (um 1895–1979)
- Haus Krebs-Clef (1782–1980)
- Adler-Brauerei (1858–1980)
- Villa Nordheim (1888–1980)
- Villa Knoth (um 1900–1980)
- Haus Engländer (1907–1980)
- Hof Eskesberg (1570–1981)
- Haus Keetman (um 1900–1981)
- Vereinigte Evangelische Mission (–1982)
- Kapelle St. Maria Hilf (1865–1982)
- Haus Mallack (–1983)
- Straßenbahndepot Kapellen (Brand Ende 1980er, Abriss 1991)
- Justizvollzugsanstalt Wuppertal (Bendahl) (1864–1980, Abriss 1997)
- Justizhochhaus (1964–1998)
- Brücke Am Dorp (1876–2003)
- Kleinrohleder (1686–2004)
- Untere Herbringhauser Talsperre (1927–2006)
- Nöllenhammer (Anfang 17. Jahrhundert – 2009)
- Tütersburg 23 (zweiten Hälfte des 18. Jahrhunderts – Mitte 2009)
- Neue Friedrichstraße 6a (Mitte des 19. Jahrhunderts – 2009)
- Rebenhäuschen (Anfang 18. Jahrhundert – 2010)
- Wupperbrücke Tiergartentreppe (1892–2011)
- Stadtbad Vohwinkel (–2013)
- Gebhardgebäude (–2015)
- Michaelskirche (1967–2016)

## Abriss oder Zerstörung (noch) nicht näher bekannt
- Jägerhof
- Lichtscheider Kapelle
- Aussichtsturm Kaiser-Wilhelm-Höhe